# Trung Minh (phường)
Trung Minh là một phường thuộc thành phố Hòa Bình, tỉnh Hòa Bình, Việt Nam.

## Địa lý
Phường Trung Minh nằm ở phía bắc thành phố Hòa Bình, có vị trí địa lý:
- Phía đông giáp phường Kỳ Sơn và xã Độc Lập
- Phía tây giáp phường Tân Hòa và xã Yên Mông với ranh giới là sông Đà
- Phía nam giáp các phường Thịnh Lang, Đồng Tiến và Quỳnh Lâm
- Phía bắc giáp phường Kỳ Sơn.

Phường có diện tích 14,57 km², dân số năm 2020 là 7.071 người, mật độ dân số đạt 485 người/km².

## Hành chính
Phường Trung Minh có 7 tổ dân phố: Chu, Miều, Trung, Ngọc 1, Ngọc 2, Tân Lập I, Tân Lập II.

## Lịch sử
Trước năm 1945, Trung Minh là một xã thuộc tổng Mông Hóa, châu Kỳ Sơn. Sau Cách mạng Tháng Tám, xã Trung Minh thuộc huyện Kỳ Sơn.
Ngày 22 tháng 1 năm 1957, xóm Sủ thuộc xã Trung Minh được sáp nhập vào xã Sủ Ngòi mới thành lập.
Ngày 14 tháng 7 năm 2009, Chính phủ ban hành Nghị quyết số 31/NQ-CP. Theo đó, chuyển toàn bộ 1.508,23 ha diện tích tự nhiên và 6.315 người của xã Trung Minh về thành phố Hòa Bình quản lý.
Ngày 12 tháng 1 năm 2021, Ủy ban Thường vụ Quốc hội ban hành Nghị quyết số 1189/NQ-UBTVQH14 (nghị quyết có hiệu lực từ ngày 1 tháng 2 năm 2021). Theo đó, thành lập phường Trung Minh trên cơ sở toàn bộ 14,57 km² diện tích tự nhiên và 7.071 người của xã Trung Minh.